# 小行星2687
小行星2687（2687 Tortali）是一颗围绕太阳公转的小行星。1982年4月18日，馬丁·瓦特（Martin Watt）在可可尼诺县发现了此天体。
該小行星以萬那杜的白晝之靈托塔利（Tortali）命名。
这颗小行星的绝对星等为255.7354000652323等。